# 身体化障害
身体化障害（しんたいかしょうがい、英:Somatic Symptom Disorder）は、『精神障害の診断と統計マニュアル』の以前の第4版のDSM-IVでは、歴史的にヒステリー、またブリケ症候群と呼ばれたことを記している（DSM-IIIでも）。2013年の第5版のDSM-5の邦訳名、身体症状症（同じSomatic Symptom Disorderの別訳）となったが、実際の身体症状に持続的にとらわれているために、著しい苦痛や機能の障害を引き起こしている状態である。
DSM-IVとDSM-5では大きく異なる診断基準を持ち、持続期間で言えば、DSM-IVが多様な症状の数年の持続を要求しているが、DSM-5では6か月である。これは以前のDSM-IVにおける疼痛性障害などを統合した結果である。
正常な感情反応としての懸念は、著しい苦痛や機能の障害を引き起こさない。実際の医学的疾患や、他の精神障害の症状である可能性があるため、早急な診断は、誤った危険な診断となることがある。

## 定義
精神医学的障害の一種である。

## 診断

### DSM-IV
DSM-IVの診断基準Aは、30歳未満に発症し数年の持続とそれが生活機能の障害を引き起こしている。診断基準Bが症状の組み合わせであり、4つ以上の痛みの症状と、2つ以上の胃腸症状、1つの性的な症状、1つの神経学的症状を要求している。
また診断基準Cが一般身体疾患や、物質（薬物や投薬）による直接的な作用ではないことを要求している。

### DSM-5
DSM-5の診断基準Cが6か月以上の症状の持続を求め、しかしその持続は症状が出ていないときも含める。
診断基準B、が症状に伴って、思考あるいは強い不安、あるいは行動的な労力が費やされ、それらが持続していることを要求している。診断基準Aが、苦痛や日常生活の著しい障害を要求している。
軽症は1つの症状、中等症は2つ以上、重症は中等症に加え1つがとても重篤である。

#### 鑑別診断
正常な感情反応としては、健康に関する一般的な懸念や、実際に患っている場合でも著しい苦痛や機能の障害は起こらない。がんや、糖尿病といった病気を実際に患っていて新たな症状に心配している場合には、適応障害の診断名を用いることができる。また、症状は、実際に医学的疾患によって生じている可能性があり、早急に判断すれば、誤って危険な診断を下すことがある。また他の精神障害でも、身体症状はよくみられる。
転換性障害は機能喪失に焦点があり、身体症状症では症状が引き起こす苦痛に焦点がある。
除外すべきは、隠れた医学的疾患や、あるいはなんらかの医学的疾患の場合であり、また身体的な疾患に誤って精神障害の診断を下せば、介護者や家族が不適切に認識されたり、医療サービスが打ち切られるなど不利益を被る可能性がある。はっきりしない状況で診断するには、その診断がその人を助けるか、あるいは害をなすかを考慮する必要がある。
身体疾患の可能性を最初に検討する必要があるが、身体科で検査済みで精神科に回されることも多い。線維筋痛症、慢性疲労症候群、脳脊髄液減少症、複合性局所疼痛症候群 (CRPS) など身体疾患だと一般に見なされているが、身体所見がないものを精神障害でないとするか、合併と考えるかは判断は難しいとされる。しかし、一般に症状は心理社会的に要因によって変動するため、検査は必要だが身体疾患の有無について議論すべきではなく、また「体に異常はない」といった気休めの説明も既に他科で言われているため、不満を訴える場合もあるため、まずは安心した治療関係を築くことが重視される。